# 글리니스 넌
글리니스 리앤 넌(Glynis Leanne Nunn, OAM, 1960년 12월 4일 ~ )은 전 오스트레일리아의 육상 선수로, 최초의 하계 올림픽 7종 경기 챔피언이다.

## 생애 및 경력
퀸즐랜드주 터움바에서 태어나 9세 때 육상을 시작하였다. 그녀는 몇몇의 종목들에 출연하면서, 그 예로 1981년 여성의 5종 경기를 대신하여 재편된 7종 경기에서 자연적 경연자가 되었다. 1978년 코먼웰스 게임에 출전할 수 있었으나 부상으로 경연에 나가지 못하였다. 4년 후, 브리즈번에서 열린 다음 경기에서 잉글랜드의 우승 후보 선수를 꺾고 타이틀을 획득하였다. 1년 후에 세계 육상 선수권 대회에서는 7위를 하였다.
1984년 로스앤젤레스 올림픽에 동구권의 불참으로 넌은 올림픽 타이틀의 메달 후보들 중의 하나였다. 5명의 선수들이 메달 획득을 위해 싸우면서 굉장히 가까운 경연이었다. 경연이 끝난 후, 누가 이겼나에 대하여 혼란이 있었으나 그녀가 6390점을 득점하여 우승자가 되었다. 자신의 금메달에 추가로 100m 허들과 멀리뛰기에 나갔으나, 각각 5위와 7위를 하였다.
올림픽이 끝난 후, 7종 경기를 버리고 허들로 전향하였다. 수많은 부상을 입다가 1986년 코먼웰스 게임에서 100m 허들 동메달을 따냈다. 1990년 스포츠를 그만 두었다.